# Trigonolampa miriceps
Trigonolampa miriceps är en fiskart som beskrevs av Regan och Trewavas, 1930. Trigonolampa miriceps ingår i släktet Trigonolampa och familjen Stomiidae. Inga underarter finns listade i Catalogue of Life.